# نیکولا ریگونی
نیکولا ریگونی (انگلیسی: Nicola Rigoni؛ زادهٔ ۱۲ نوامبر ۱۹۹۰) بازیکن فوتبال اهل ایتالیا است.
از باشگاه‌هایی که در آن بازی کرده‌است می‌توان به باشگاه فوتبال رجینا، باشگاه فوتبال کیه‌وو ورونا، باشگاه فوتبال چیتادلا، باشگاه فوتبال ویچنزا، و باشگاه فوتبال پالرمو اشاره کرد.
وی همچنین در تیم‌های ملی فوتبال زیر ۱۷ سال ایتالیا و زیر ۲۰ سال ایتالیا بازی کرده‌است.